# التام شمالی، ویکتوریا
التام شمالی (به انگلیسی: Eltham North) یک حومه شهر در استرالیا است که در Shire of Nillumbik واقع شده‌است.